# Torsten Åqvist
Erik Torsten Åqvist, född 17 oktober 1892 i Örebro, död där 10 juni 1957, var en svensk företagsledare.
Efter studentexamen 1911 inskrevs Åqvist vid Handelshögskolan i Stockholm, där han 1913 avlade examen. Samma år anställdes han som kontorschef vid Nya Skofabriksaktiebolaget Örnen i Örebro. Från 1917 var Åqvist verkställande direktör i Skofabriken Rex i Örebro och från 1921 i familjeföretaget Carlsson & Åqvist AB. Detta bolag övertog 1937 den tidigare av firman Carlsson & Åqvist drivna grosshandelsrörelsen, som 1890 grundades av Åqvists far och F. A. Carlsson. Åqvist, som var ett av de främsta namnen inom den svenska skobranschen, var 1938–1953 styrelseordförande i Svenska skofabrikantföreningen, från 1953 var han styrelseordförande i den både sko- och läderbranscherna omfattande Läderföreningen. Han anlitades i ett flertal offentliga och enskilda uppdrag och blev bland annat styrelseledamot i Handelskammaren för Örebro och Västmanlands län 1931, ledamot av drätselkammaren i Örebro 1935, av länsarbetsnämnden och i styrelsen för Örebro handelsgymnasium 1940 samt styrelseledamot i Örebro sparbank 1941. Åqvist utgav Skor och skotillverkning (1934) samt publicerade ett flertal artiklar om aktuella frågor inom skobranschen i tidningar och facktidskrifter. 
Torsten Åqvist var son till Erik Åqvist i hans första gifte med Alma Scheele. Han ligger begraven på Längbro kyrkogård.